# مارال‌کوی (بورچکا)
مارال‌کوی (به ترکی استانبولی: Maralköy) یک منطقهٔ مسکونی در ترکیه است که در بورچکا واقع شده‌است. مارال‌کوی ۲۶۲ نفر جمعیت دارد.